# Путопис
Путопис је књижевна врста у којој писац износи своје утиске о пределима кроз које путује. Путопис није само набрајање онога што је путописац видео већ се у њему огледа и уметничка склоност, став према животу, осећајни свет, укус и култура онога који пише. Путописац истовремено приказује и себе самог, а прави путопис је истовремено „плод стваралачког немира, огледало уметникове интиме и сведочанство његовог укуса.“
Постоје међутим и тзв. научни путописи са мноштвом историјских, етнографских, географских и других података. Њихови аутори су углавном научници, истраживачи, поморци и мисионари.
Путопис може бити написан књижевноуметничким, научнопопуларним или новинарским (публицистичким) стилом.

## Путописци
Међу најстарије путописце може се уврстити грчки историчар Херодот, који је обишао многе земље. Један од претеча данашњег путописа био је и Јулије Цезар, аутор дела О галском рату. (Commentarii de bello Gallico).
Особине научног путописа има Дарвиново дело Путовање природњака око света (Naturalist‘s Voyage Round the World), и дела енглеског морепловца Џејмса Кука.
У ред важнијих представника научног путописа спадају Хенри Мортон Стенли, Роалд Амундсен и Фритјоф Нансен. И руски етнолог и антрополог Николај Николајевић Миклухо-Макај, оставио је занимљив материјал у својим чланцима, белешкама и дневницима Путовања.
Вредан прилог путописној литературу дали су у немачки књижевници Гете (Путовања по Италији) и Хајне (Слике с путовања).
Међу руским путописцима истичу се Радишчев (Путовање из Петровграда у Москву), Карамзин (Писма руског путника), Пушкин (Путовање у Арзурум) и Гончаров (Фрегата Палада).
Француски писац Тен пише о својим утисцима из Италије (Путовање у Италију), песник Жерар де Нервал описује свој пут у Египат и Либан (Путовање на Оријент), Готје говори о ономе што је видео у Шпанији и Русији (Пут у Шпанију, Пут у Русију), Шатобријан пише о Америци (Путовање у Америку), а Андре Жид описује жалосне прилике у Африци и бруталност колонијализма у свом путовању (Пут у Конго).
Међу путописима новијег времена занимљиви су и записи са путовања Карела Чапека о путу по Енглеској и Скандинавији. Велике полемике изазвала је књига Андре Жида о утисцима са пута по Совјетском Савезу (Le retour de l‘U,R,S.S.). Совјетски књижевници Иљф и Петров су аутори путописа Приземна Америка.
Један од најславнијих отоманских путописаца био је Евлија Челебија. Пропутовао је Османско царство, а своја запажања објавио у свом најзначајнијем делу, Сејахатнаме, збирци од 10 томова која обухвата сва његова путовања. У својим путописима покушавао је да опише историју, грађевине, обичаје и традицију, као и значајне личности из земаља које је посетио. Међу земљама и крајевима које је посетио су Анадолија, Румелија, Сирија, Египат, Крит, Мађарска, Пољска, Аустрија, Немачка, Холандија, Крим, Кавказ. Његови путописи су од великог значаја за историографију балканских земаља.
У српској књижевности познати су путописи Љубомира Ненадовића. Написао је пет књига, писаних у облику писама. То су Писма из Швајцарске, Прва писма из Немачке, Писма из Италије, Друга писма из Немачке и Писма о Црногорцима. Такође, путописе су писали и  Доситеј Обрадовић, Јован Дучић, Исидора Секулић (Писма из Норвешке), Милош Црњански и Растко Петровић.

## Савремени путописи
Многи савремени путописи су све чешће засновани на неком еколошком путовању, углавном све популарнијем путовању бициклом. Позната је Иркиња Дервла Марфи која је путовала бициклом по свету (нпр. путопис "Кроз жар хаоса: Балканска нас Снежана Радојичић која је бициклом обишла свет и написала неколико путописа, као и Милан Обрадовић који је са своје троје деце једним бициклом путовао по јужној и средњој Европи и написао путопис Међу Моравама пут.